# Queen of My Heart
"Queen of My Heart" é o primeiro single lançado do terceiro álbum de estúdio do Westlife, World of Our Own e o 12º no total. Tornou-se o nono single número um na UK Singles Chart da banda, permanecendo no topo das paradas por três semanas. A canção foi escrita por John McLaughlin, Wayne Hector, Steve Robson e Steve Mac. A música raramente é tocada ao vivo, devido ao fato de a banda queria "Angel" para ser lançado como o primeiro single do álbum, e não "Queen of My Heart". Ele continua sendo um dos singles de maior sucesso da banda, tornando-se o 23º single mais vendido de 2001 no Reino Unido, e receber uma certificação prata no Reino Unido por mais de 200.000 cópias vendidas. Até agora, ele vendeu mais de 335.000 cópias no Reino Unido.

## Faixas
CD1 (Reino Unido)
1. "Queen of My Heart" (Radio Edit) - 4:20
2. "When You're Looking Like That" (Single Remix) - 3:53
3. "Reason For Living" - 4:03
4. "When You're Looking Like That" (Video) - 3:53

CD2 (Reino Unido)
1. "Queen of My Heart" (Radio Edit) - 4:20
2. "When You're Looking Like That" (Single Remix) - 3:53
3. "Interview" (Video) - 5:16
4. "Queen of My Heart" (Video) - 4:26

## Sobre o vídeoclipe
O vídeo apresenta o Westlife em um castelo com Shane e Kian em um quarto, Mark e Nicky em outra sala e Brian sentado sozinho nas escadas. Durante o vídeo, Nicky raspa seu próprio cabelo. No final do vídeo, muitos fãs aparecem e cercam a banda.

## Certificações
| País        | Certificações |
| ----------- | ------------- |
| BPI         | Prata         |
| IFPI Suécia | Ouro          |

## Desempenho nas paradas
| Parada                           | Posição mais alta |
| -------------------------------- | ----------------- |
| Austrian Singles Chart           | 33                |
| Belgian Singles Chart (Flanders) | 14                |
| Danish Singles Chart             | 15                |
| German Singles Chart             | 27                |
| Irish Singles Chart              | 1                 |
| Dutch Top 40                     | 12                |
| New Zealand Singles Chart        | 4                 |
| Norwegian Singles Chart          | 12                |
| Romanian Top 100                 | 24                |
| Swedish Singles Chart            | 3                 |
| Swiss Singles Chart              | 37                |
| UK Singles Chart                 | 1                 |
| UK Radio Airplay Chart           | 17                |

Parada de fim de ano
| Parada de fim de ano (2001) | Posição |
| --------------------------- | ------- |
| Irish Singles Chart         | 14      |
| UK Singles Chart            | 23      |

| Precedido por "Because I Got High" de Afroman | Single número um no Irish Singles Chart 10 de novembro de 2001 (2 semanas) | Sucedido por "Sweet Caroline" de Dustin |
| Precedido por "Because I Got High" de Afroman | Single número um na UK Singles Chart 10 de novembro de 2001 (1 semana)     | Sucedido por "If You Come Back" de Blue |